# Raze (personaje)
Tayane «Tatá» Alves, más conocida como Raze es un personaje que pertenece al videojuego (creado por Riot Games), Valorant. Fue el duodécimo personaje en ser presentado en la versión Beta del juego el 7 de abril de 2020

## Historia
Tatá Alves es una ingeniera de Salvador, Bahía (Brasil) a la que le apasionan los explosivos y la pintura, normalmente combinados. Con fuertes objeciones hacia las operaciones de Kingdom Corporation en Bahía, Alves participó en la expulsión de la empresa de su estado natal y la obligó a abandonar sus instalaciones allí, con las marcas de sus herramientas manchando las parcelas como testimonio de sus victorias. Contratada desde entonces para trabajar para el Protocolo VALORANT como su duodécimo agente, "Raze", Alves siembra ahora el caos contra amenazas mayores para la Tierra. Sin embargo, a medida que la pintura se desvanece de las paredes de Salvador, Raze no puede permitirse dejar atrás su hogar por completo, no sea que Kingdom Corp. busque hacer su regreso allí.

## Personalidad
Raze, el alma de la fiesta en Bahía, es siempre juguetona, impulsiva y espontánea. Irradia una energía caótica y causa estragos en el campo de batalla, destruyendo cualquier obstáculo que se interponga en su camino. Según Sage, puede ser impaciente y no se atiene a los planes. Es muy descarada, como se vio cuando se ganó la ira de Cypher por romper constantemente sus artilugios.
Amante de la diversión, se refiere a sus compañeros como familia y siempre les asegura que será ella quien dirija los fuegos artificiales.

## Apariencia
Raze es una mujer de piel morena que siempre lleva su gorra naranja puesta hacia atrás acompañada de sus auriculares. Lleva el pelo recogido en varias trenzas sujetas con rulos dorados. Lleva un top naranja sin mangas que deja al descubierto su vientre y está cubierto por una pechera con la palabra "BOOM" pintada con spray en la parte delantera. Lleva pantalones oscuros con una salpicadura de pintura en el muslo izquierdo, sujetos por una correa a la que se sujetan sus granadas de pintura.